# Saint-Césaire (Charente-Maritime)
Saint-Césaire é uma comuna francesa na região administrativa da Nova Aquitânia, no departamento de Charente-Maritime. Estende-se por uma área de 10,41 km². Em 2010 a comuna tinha 900 habitantes (densidade: 86,5 hab./km²).